# São Gonçalo do Sapucaí
São Gonçalo do Sapucaí è un comune del Brasile nello Stato del Minas Gerais, parte della mesoregione del Sul e Sudoeste de Minas e della microregione di Santa Rita do Sapucaí.